# Eliurus myoxinus
Eliurus myoxinus es una especie de roedor de la familia Nesomyidae.

## Distribución geográfica
Se encuentra solo en Madagascar.